# Puszka

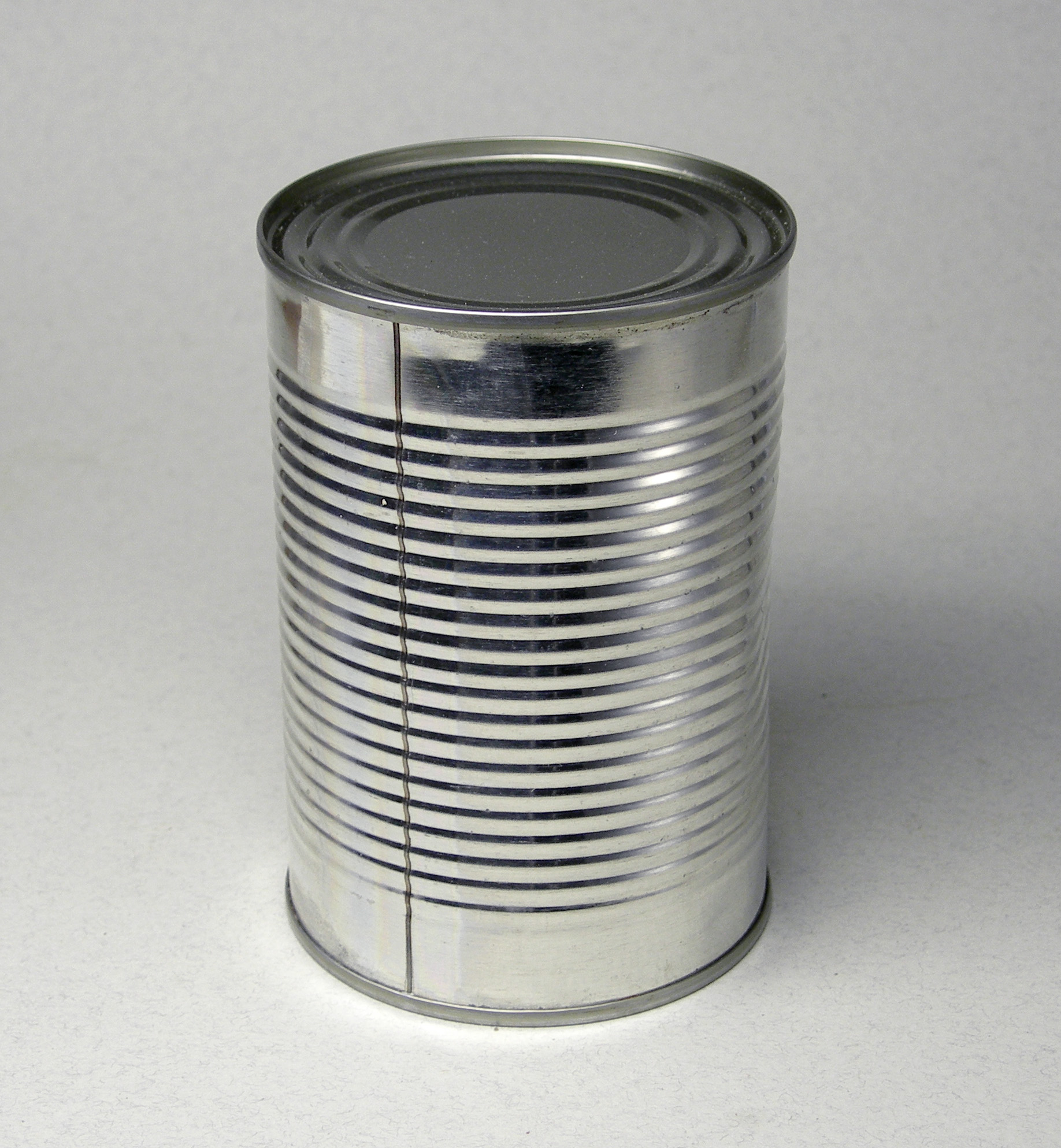
Puszka konserwowa

Puszka – rodzaj niewielkiego metalowego pojemnika, często zamykanego. Zazwyczaj puszki mają kształt zbliżony do walca.
Puszki stosowane są do przedłużenia trwałości produktów żywnościowych (tzw. konserwy), co jest możliwe dzięki hermetyczności puszki. W puszkach są też sprzedawane napoje (np. piwo) – do najczęściej spotykanych puszek z napojami należą te o pojemności 0,33 i 0,5 litra.
Pojemniki tego rodzaju znajdują zastosowanie także przy przechowywaniu żywności (np. mąki, warzyw strączkowych) i innych produktów (np. farby).
Puszką w liturgii Kościoła katolickiego nazywane jest też naczynie do przechowywania konsekrowanych komunikantów, inaczej cyborium.